# 페트르 고트왈드
페트르 고트왈드(영어: Petr Gottwald, 1973년 4월 28일 ~ )는 체코 출신의 축구 선수이다. K리그에서 등록명은 고틸를 사용하였으며 공격수로 활약하였다. 전북 다이노스에서 1998 시즌 한 시즌 동안 시즌 통산 9경기 0득점-0도움 (정규리그 4경기 0득점-0도움 / 리그컵 5경기 0득점-0도움)의 기록을 남겼다. 체코 출신의 첫번째 K리그 선수이다.